# Jurij Kazakow
Jurij Pawłowicz Kazakow (ros. Юрий Павлович Казаков; ur. 8 sierpnia 1927 w Moskwie, zm. 29 listopada 1982 tamże) – rosyjski pisarz, z wykształcenia muzyk. Autor opowiadań psychologicznych i szkiców o Syberii.
Przeniknięta liryzmem proza Kazakowa nawiązuje do pisarstwa Iwana Bunina i Konstantina Paustowskiego.
W Polsce wydane wybory jego opowiadań: Brzydka dziewczyna (1960), Tam biegnie pies (1968), Dziennik z Północy (1979),Tak gorzko płakałeś przez sen (1986).

## Twórczość
- 1956 – Gołuboje i zielonoje (ros. Голубое и зелёное)
- 1957 – Teddy (ros. Тедди) – polskie tłumaczenie Ewa Niepokólczycka
- 1958 – Ogar Arktur (ros. Арктур – гончий пес) – polskie tłumaczenie Ewa Niepokólczycka
- 1958 – Man’ka (ros. Манька)
- 1959 – Na połustankie (ros. На полустанке)
- 1961 – Won beżyt sobaka! (ros. Вон бежит собака!)
- 1961 – Po dorogie (ros. По дороге)
- 1961 – Jesień w lasach dębowych (ros. Осень в дубовых лесах) – zbiór opowiadań; polskie tłumaczenie Ewa Niepokólczycka
- 1963 – Nocleg (ros. Ночлег) – polskie tłumaczenie Barbara Mieczkowska-Wcisły
- 1963 – Placzu i rydaju (ros. Плачу и рыдаю)
- 1964 – Przeklęta Północ (ros. Проклятый Север) – polskie tłumaczenie Barbara Mieczkowska-Wcisły
- 1966 – Dwoje w diekabrie (ros. Двое в декабре)
- 1977 – Dziennik z Północy (ros. Северный дневник) – zbiór prozy podróżniczej
- 1977 – Tak gorzko płakałeś przez sen (ros. Во сне ты горько плакал) – opowiadanie; polskie tłumaczenie Barbara Mieczkowska-Wcisły
- 1977 – Pojediemtie w Łopszen’gu (ros. Поедемте в Лопшеньгу)
- 1980 – Oleni roga (ros. Оленьи рога)
- 1986 – Dwie noczi (ros. Две ночи)
- 1990 – Snowa wspomni Leningrad (ros. Снова вспомни Ленинград)
- 2008 – Długie wołanie (ros. Долгие крики) – polskie tłumaczenie Barbara Mieczkowska-Wcisły
- Adam i Ewa – polskie tłumaczenie Ewa Niepokólczycka
- Bieługa – polskie tłumaczenie Barbara Mieczkowska-Wcisły
- Brzydula – polskie tłumaczenie Ewa Niepokólczycka
- Ich dwoje – polskie tłumaczenie Ewa Niepokólczycka
- Świeczka (ros. Свечечка) – opowiadanie; polskie tłumaczenie Barbara Mieczkowska-Wcisły